# UTエアー471便着陸失敗事故
UTエアー471便着陸失敗事故（UT Air Flight 471）とはロシア連邦の国内線として運航されていたUTエアー471便がロシアのサマーラの空港への緊急着陸中に着地に失敗し機体が大破した航空事故である。

## 事故の概要
2007年3月17日の471便は旧ソ連製双発ジェット旅客機であるツポレフ134（機体記号RA-65021）で運航されており、フライトプランではスルグトを出発しサマーラを経由してベルゴロドに向かう予定であった。現地時間午前10時45分（協定世界時午前6時45分、日本時間午後3時45分）ごろ471便に事故が発生した。当時、サマーラの空港は深い霧の中で視界が400m程度しかなかった。471便は着陸の際に主翼を滑走路に接触させ、機体が分解して大破した。搭乗していた乗員7名、乗客50名の合せて57名のうち23名が近隣の病院に入院し、6名が死亡した
事故機のRA-65021は1976年に製造され、機齢は31年に達していた。

## 事故原因
事故発生当時の報道では、着陸進入中に車輪が降りず、胴体着陸を行なったとしていた。ロシアの航空当局と検察官は、事故の原因は当日のサマーラの悪天候とパイロットエラーが複合して発生したとして、この原因を確定させるために調査しているという。フライトレコーダーの分析によれば、事故機は事故直前に明確となるような技術的な故障が無かったとされた。またフラップは30度の角度に降りており、着陸態勢にあったが、濃霧の中で滑走路の手前に着地した可能性が指摘されている。着地によって火災は発生しなかったため、犠牲者が最小限ですんだとされた。しかしながら、事故調査途中であるため真の原因は不明である。
運航航空会社は、犠牲者の家族に一人当たり75,000USドルを支払うことにした。

## 引用
1. ↑  “Update: 6 people remain in crashed plane body in Samara”. RIA Novosti. (2007年3月17日).  オリジナルの2007年3月20日時点におけるアーカイブ。 2022年5月21日閲覧。
2. ↑  “Seven die in Russian air crash”. Al Jazeera English. (2007年3月17日).  オリジナルの2007年3月20日時点におけるアーカイブ。 2022年5月21日閲覧。
3. ↑  “Passenger jet crash landing in central Russia kills 7 people”. 570news.com. (2007年3月17日)[リンク切れ]
4. ↑  Flight International 27 March 2007
5. ↑  “Weather, technical, human factors considered Tu-134 crash versions” (英語). RIA Novosti. (2007年3月17日).  オリジナルの2007年3月20日時点におけるアーカイブ。 2022年5月21日閲覧。